# Sabas Martín
Sabas Martín  es un poeta, narrador, dramaturgo, ensayista, crítico y periodista, que nació en Santa Cruz de Tenerife, España, en 1954. Es Académico Honorario de la Academia Canaria de la Lengua desde 2007

## Trayectoria profesional
En su faceta como escritor, Sabas Martín ha publicado más de cuarenta títulos que abarcan los diferentes géneros literarios, por los que ha recibido diversos premios y ha sido traducido a varios idiomas europeos.
La interpretación de la realidad de Canarias y la huella de su pasado histórico y legendario es una constante fundamental de su obra literaria.
Además ha sido actor de teatro y, ocasionalmente, de cine y de doblaje, y dirigió el Teatro de Cámara del Círculo de Bellas Artes de Tenerife y el Teatro Experimental Universitario de Canarias. Sus obras se han representado en Canarias, Venezuela y Argentina. Ha escrito letras de canciones y textos para espectáculos musicales que forman parte del repertorio de conjuntos de pop-rock y de la Orquesta Sinfónica de Tenerife, entre otros. Como periodista ha desarrollado una amplia labor tanto en la prensa escrita como en Radio Nacional de España, donde ha desempeñado distintos cargos.
Entre los años 1972 y 1973  fue director de "Nosotros", la página literaria del periódico La Tarde, así como codirector de "Culturama", el suplemento cultural. Posteriormente, en Madrid, coordinó el área de narrativa del suplemento literario de El Independiente y ha formado parte del consejo de redacción de diversas publicaciones nacionales y extranjeras.

## Premios

### Premios de Literatura
- Diego Crosa y Costa de Poesía y Narración (1971)
- Caja de Ahorros de Tenerife de Cuentos (1974)
- Julio Tovar de Poesía (1977)
- Tomás Morales de Poesía (1989)
- Alfonso García-Ramos de Novela (1989)
- Ángel Guimerá de Teatro (1989)
- Atlántico de Literatura Infantil (1992)
- Premio de Crítica Acacia Uceta de la Junta de Comunidades de Castilla-La Mancha (2004)
- Domingo Pérez Minik a la Crítica Cultural (2007)
- Almendro de las Artes y las Letras por el conjunto de su obra (2010)

### Premios Radiofónicos
- Justicia y Paz (1983)
- Amigos de la Tierra (1984)

También fue finalista del Premio Nacional al Fomento de la Lectura en 2001 por su trabajo crítico en Radio 5 Todo Noticias.

## Obra

### Poesía
- Títere sin cabeza (Premio Julio Tovar) (1978)
- Pa(i)saje (1983 y 1986)
- Indiana Sones (1987)
- Peligro intacto (Premio de Poesía Tomás Morales 1989) (1991 y ed. francesa 2001)
- Navegaciones al margen (1994)
- Mar de fondo (1996)
- Cuánto necesaria (2000)
- La luz del silencio (2002 y 2003)
- Música en las sombras (2003 y 2007)
- La Espiral (2006)
- Prueba concreta. Antología 1978-2006 (2006)
- Sendas del mirador (2009)
- Ojos de calendario (2011)
- Fe debida. Antología 1978-2011 (2015)
- Maresía. (2021)

### Novela
- Nacaria (Premio Alfonso García-Ramos) (1990, 2003, 2008, ed. alemana 2009 y ed. italiana 2010)
- Los trabajos de Esther (1999 y 2006, ed. italiana 2012)
- La heredad (2001, 2006, ed. italiana 2009, ed. alemana 2010 y ed. francesa 2010)
- La noche enterrada (2002 y 2006)
- Pleamar (2012, ed. italiana 2011, ed. alemana 2014)
- El farallón (2013, ed. alemana 2016)
- La isla anterior (2015)
- Absurdos mueren los ángeles (2015)
- Un rumor de siglos (2018)
- El informe Silvana (2021)
- Las cenizas de tu imagen (2023)

### Relatos
- Ritos y leyendas guanches (1985, 1988, 1993, 1998, 2001, 2007 y 2022)
- Rastros sobre las olas (1991 y 2008)
- Las manos entre las líneas (1995 y 2008)
- Caja de ecos. Antología (2000)
- La edad de fuego (2007)

### Narrativa infantil y juvenil
- Garajonay y Benchijigua (Premio de Cuentos Caja Ahorros Tenerife) (1975)
- La Fuenteviva (Premio Atlántico) (1993 y 2005)
- Los mapas de cristal (2008)

### Teatro
- Las cartas de los naufragos/ Así que pasen cincuenta años (1987 y 2010)
- Los ciegos/ La barraca de las maravillas maravillosas/ Teatro de maniobras (Premio Ángel Guimerá) (1990 y 2010)
- La extrañeza/ El crucero (2014)

### Crítica y ensayo
- Territorios del verbo (1992 y 2007)
- José Mª de la Rosa, como un rayo de sombra (1993)
- La Danza de la Muerte (2001)
- Ínsula de Babel (2007)
- Signos de la tribu (2007)
- Discurso de un hombre perplejo (2007)
- A punto las palabras (2021)

Artículos periodísticos
- A propósito (2007)
- Sobre el volcán (2007)

### Ediciones
- Noticias del cielo, de José de Viera y Clavijo (1993, 2004 y 2006)
- Páginas amarillas (1997 y 1998)
- Radio3. 20 años. Una crónica de la cultura pop en España (1998)

### Con otros autores
- El periodismo literario (2003)
- Poesía canaria 1980-2002. Cuatro propuestas críticas (2003)
- Doce novelas que se pueden leer (2006)
- Constelación Canaria del Siglo XX (2009)